# Annie Wersching
Annie Wersching (Saint Louis, 28 marzo 1977 – Los Angeles, 29 gennaio 2023) è stata un'attrice statunitense.
Attiva prevalentemente in televisione, è nota per aver interpretato Amelia Joffe nella soap opera General Hospital, Renee Walker nella serie 24, Lily Salvatore nella serie The Vampire Diaries e la Regina Borg nella serie Star Trek: Picard.

## Biografia
È nata e cresciuta a Saint Louis, in Missouri, dove ha frequentato il Crossroads College Preparatory School, nel West End Central. Durante l'adolescenza ha studiato danza irlandese e fatto parte del St. Louis Stepdancers Celtic. Ha conseguito una laurea alla Millikin University.
Ha iniziato l'attività di attrice nel 2002, in serie televisive come Streghe e Cold Case - Delitti irrisolti. Nello stesso anno ha preso parte a Star Trek: Enterprise, quinta serie live action del franchise di fantascienza Star Trek, interpretando il personaggio di Liana nel ventesimo episodio della prima stagione Oasi (Oasis). Nel 2022 è tornata al franchise interpretando la Regina Borg nella seconda stagione della serie televisiva Star Trek: Picard, ottava serie live action del franchise.
Nel 2007 ha ottenuto il suo primo ruolo di una certa importanza, interpretando il personaggio ricorrente di Amelia Joffe nella soap opera General Hospital. Nel 2009 è stata scelta per interpretare il ruolo dell'agente speciale dell'FBI Renee Walker nella serie televisiva 24, che le ha dato popolarità. Lo stesso anno ha giocato come ricevitore per la  National League nel Taco Bell All-Star Legends and Celebrity Softball Game.
Nel 2014 presta la voce al personaggio di Tess nel videogioco The Last of Us, che le vale due candidature e la vittoria di un People's Choice Voice Acting Award come miglior cast in un videogame, seppur condiviso con altri attori, ai Behind the Voice Actors Award dello stesso anno.
È stata attiva anche a teatro, avendo lavorato al Victory Gardens e al Marriott Lincolnshire, nonché in manifestazioni come lo Utah Shakespearean Festival.
È morta a Los Angeles nel gennaio del 2023, all'età di 45 anni, a causa di un cancro diagnosticatole tre anni prima.

## Vita privata

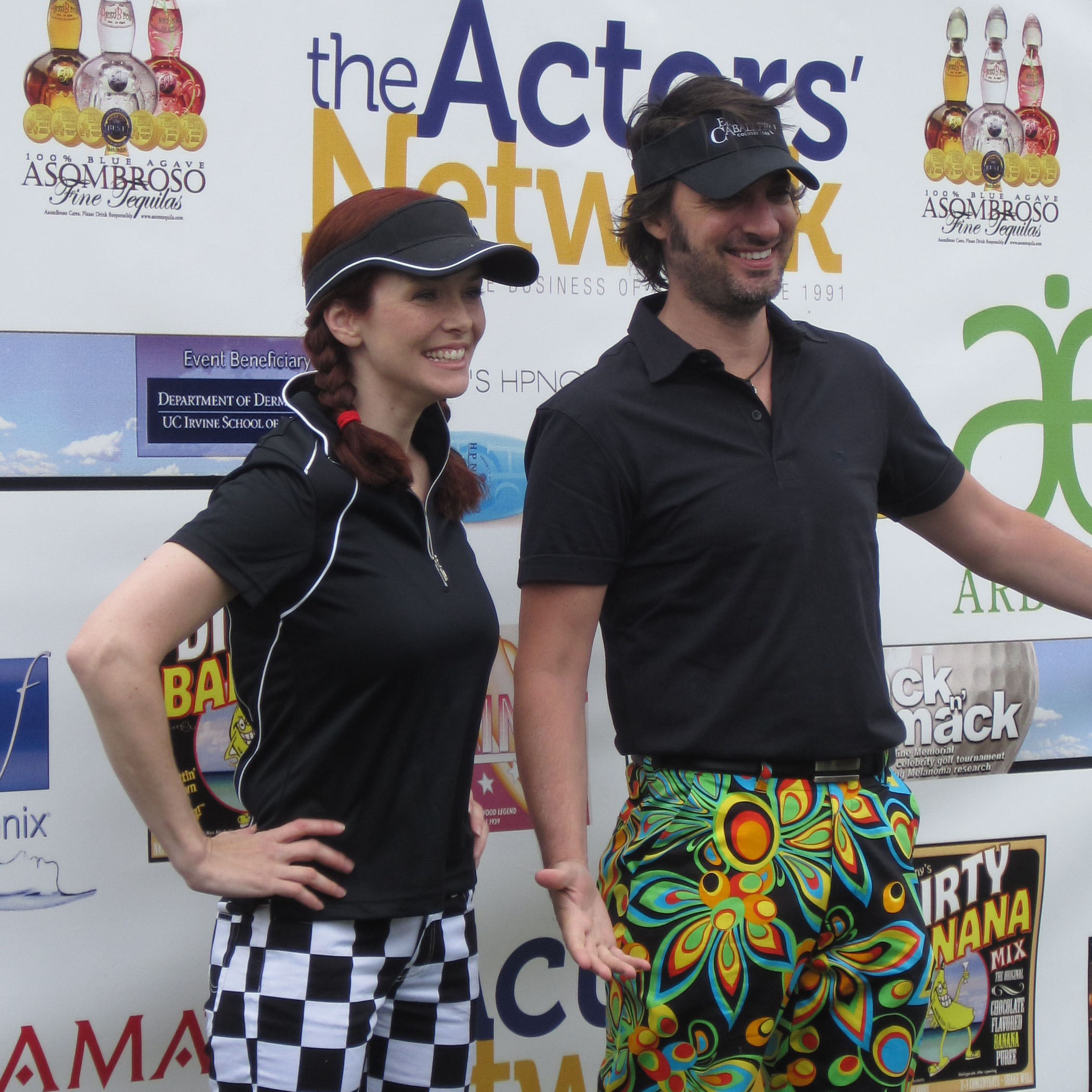
Annie Wershing con Stephen Full nel 2011

Wersching ha sposato l'attore comico Stephen Full nella loro casa di Los Angeles nel settembre del 2009. La coppia ha avuto tre figli, tutti maschi e nati rispettivamente nell'agosto del 2010, nell'agosto del 2013 e nel dicembre del 2018.

## Filmografia

### Attrice

#### Cinema
- Una settimana da Dio (Bruce Almighty), regia di Tom Shadyac (2003)
- The Showdown, regia di Antony e Fulvio Sestito – cortometraggio (2006)
- Intrighi di potere (Below the Beltway), regia di Dave Fraunces (2010)

#### Televisione
- Star Trek: Enterprise – serie TV, episodio 1x20 (2002)
- Birds of Prey – serie TV, episodio 1x07 (2002)
- Frasier – serie TV, episodio 10x11 (2003)
- Angel – serie TV, episodio 4x18 (2003)
- Streghe (Charmed) – serie TV, episodio 6x20 (2004)
- Out of Practice - Medici senza speranza (Out of Practice) – serie TV, episodio 1x22 (2005)
- Killer Instict – serie TV, episodio 1x08 (2005)
- E-Ring – serie TV, episodio 1x11 (2005)
- Cold Case - Delitti irrisolti (Cold Case) – serie TV, episodio 4x07 (2006)
- Boston Legal – serie TV, episodio 3x10 (2006)
- Supernatural – serie TV, episodio 2x11 (2007)
- General Hospital – soap opera, 80 episodi (2007)
- Journeyman – serie TV, episodio 1x02 (2007)
- Company Man, regia di Jon Cassar – film TV (2007)
- 24 – serie TV, 37 episodi (2009-2010)
- CSI - Scena del crimine (CSI: Crime Scene Investigation) – serie TV, episodio 11x05 (2010)
- NCIS - Unità anticrimine (NCIS) – serie TV, episodio 8x10 (2010)
- No Ordinary Family – serie TV, episodio 1x11 (2011)
- Rizzoli & Isles – serie TV, episodio 2x04 (2011)
- Hawaii Five-0 – serie TV, episodio 2x06 (2011)
- Partners, regia di Yves Simoneau – film TV (2011)
- L'assassina dagli occhi blu (Blue-Eyed Butcher), regia di Stephen Kay – film TV (2012)
- Harry's Law – serie TV, episodio 2x18 (2012)
- L'altra madre (The Surrogate), regia di Doug Campbell – film TV (2013)
- Body of Proof – serie TV, episodi 3x01-3x02 (2013)
- Dallas – serie TV, 4 episodi (2013)
- Touch – serie TV, episodio 2x09 (2013)
- Revolution – serie TV, episodi 1x15-1x16 (2013)
- Castle – serie TV, episodi 6x09-7x14-7x15 (2013-2015)
- Intelligence – serie TV, episodio 1x03 (2014)
- Blue Bloods – serie TV, episodio 4x13 (2014)
- Extant – serie TV, 6 episodi (2014)
- Bosch – serie TV, 13 episodi (2014-2021)
- Code Black – serie TV, episodio 1x16 (2016)
- The Vampire Diaries – serie TV, 18 episodi (2015-2016)
- The Catch – serie TV, episodio 1x07 (2016)
- Major Crimes – serie TV, episodio 5x03 (2016)
- Una matrigna quasi perfetta (The Other Mother), regia di Sean Olson – film TV (2017)
- L'arte del dubbio (Doubt) – serie TV, episodio 1x09 (2017)
- Timeless – serie TV, 13 episodi (2017-2018)
- Runaways – serie TV, 32 episodi (2017-2020)
- The Rookie – serie TV, 7 episodi (2019-2023)
- Star Trek: Picard – serie TV, 6 episodi (2022)

### Doppiatrice

#### Cinema
- Non c'è due senza... (Donde caben dos), regia di Paco Caballero (2021)

#### Televisione
- Move to Heaven – serie TV (2021)
- Fedeltà – serie TV, 6 episodi (2022)

#### Videogiochi
- The Last of Us (2013)
- Anthem (2019)

## Discografia

### Audiolibri
- 2017 - Mark Frost Twin Peaks: The Final Dossier

## Riconoscimenti
- Behind the Voice Actors Award
  - 2014 - People's Choice Voice Acting Award - Miglior cast in un videogame per The Last of Us (condiviso con altri)
  - 2014 - Candidatura al Video Game Voice Acting Award - Miglior performance vocale femminile non protagonista in un videogioco per The Last of Us
  - 2014 - Candidatura al Video Game Voice Acting Award - Miglior cast in un videogame per The Last of Us (condiviso con altri)

## Doppiatrici italiane
Nelle versioni in italiano delle opere in cui ha recitato, Annie Wersching è stata doppiata da:
- Barbara De Bortoli in 24, Extant, Body of Proof, The Catch, Runaways
- Sabrina Duranti in Castle, Major Crimes
- Francesca Fiorentini in Bosch, Code Black
- Laura Boccanera in Cold Case - Delitti irrisolti
- Alessandra Cassioli in Hawaii Five-0
- Claudia Catani in NCIS - Unità anticrimine
- Roberta Greganti in CSI - Scena del crimine
- Georgia Lepore in Blue Bloods
- Giuppy Izzo in The Vampire Diaries
- Elena Canone ne L'altra madre
- Vanina Marini in Revolution
- Daniela Calò in Timeless
- Sonia Mazza in The Rookie
- Anna Cesareni in Star Trek: Picard

Come doppiatrice è sostituita da:
- Beatrice Caggiula in The Last of Us
- Stefania Patruno in Anthem
- Anna Cesareni in Star Trek: Picard